# Kari Rönnholm
Kari Rönnholm, né le 1er août 1945, à Helsinki, en Finlande et décédé le 22 décembre 1988, à Kerava, en Finlande, est un joueur finlandais de basket-ball. 

## Palmarès
- Champion de Finlande 1968, 1969, 1970, 1971, 1972
- Coupe de Finlande 1968, 1971